# Aaron Wiggins
Aaron Daniel Wiggins (ur. 2 stycznia 1999 w Greensboro) – amerykański koszykarz, występujący na pozycjach rzucającego obrońcy lub niskiego skrzydłowego, aktualnie zawodnik zespołu Oklahoma City Thunder.
12 lutego 2022 zawarł umowę do końca sezonu z Oklahoma City Thunder.

## Osiągnięcia
Stan na 16 lutego 2022, na podstawie, o ile nie zaznaczono inaczej.
NCAA
- Uczestnik II rundy turnieju NCAA (2019, 2021)
- Mistrz sezonu regularnego konferencji Big 10 (2020)
- Najlepszy rezerwowy Big Ten (2020)
- Zaliczony do składu honorable mention Big Ten (2021)